# Kyle Gass

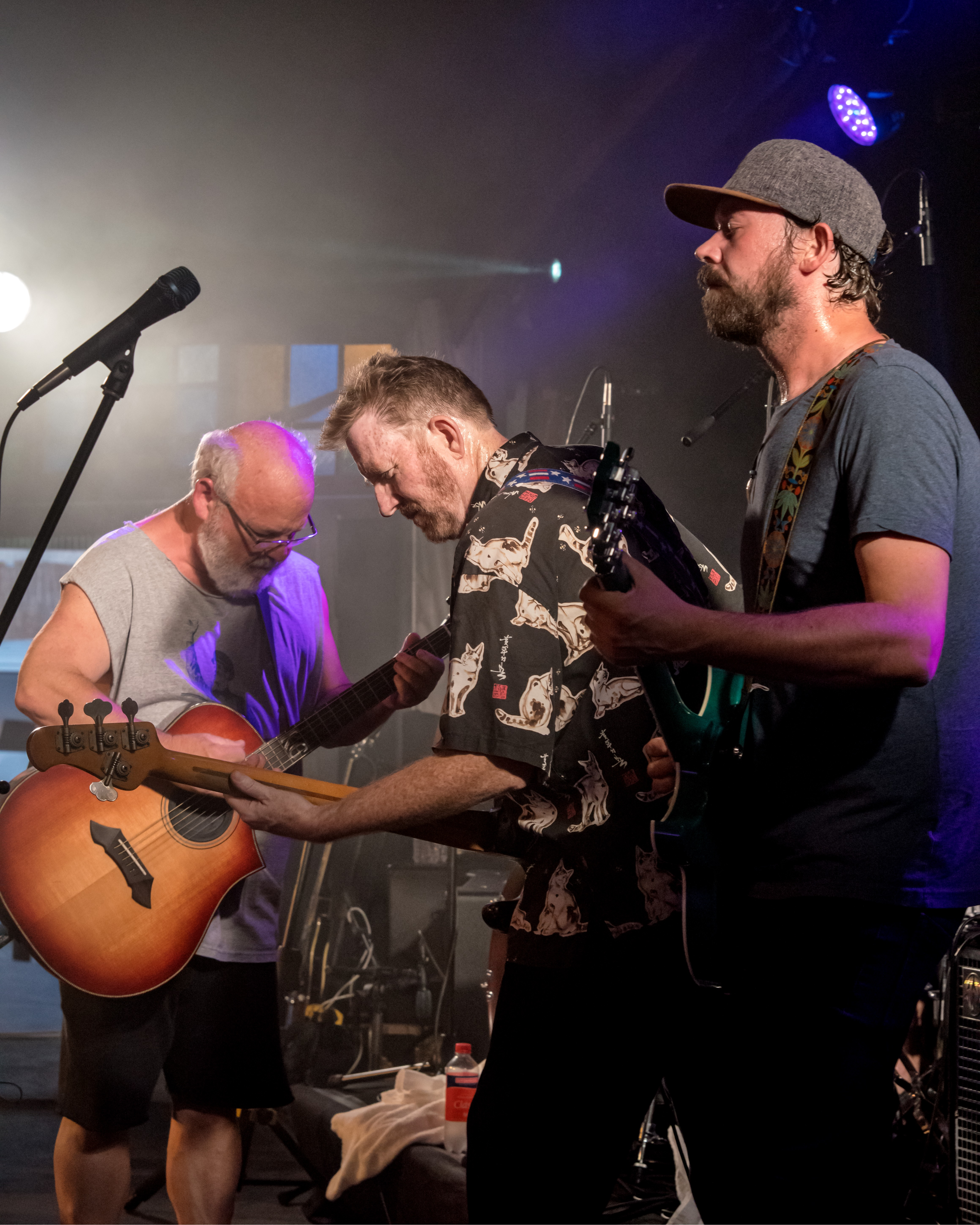
Kyle Gass, Zelt-Musik-Festival em 2017 Freiburg, Alemanha

Kyle Richard Gass (Castro Valley, 14 de julho de 1960) é um guitarrista, compositor e ator norte-americano, membro das bandas de hard rock, Tenacious D, Trainwreck e Kyle Gass Band. Em Tenacious D (banda formada por Kyle e Jack Black), Gass é o guitarrista principal e back vocal. Ele é o padrinho do filho de Jack Black.

## Biografia
Gass nasceu em Castro Valley, Califórnia. Com a idade de doze e meio, Gass começou a tocar um violão com cordas de nylon velhas, e ficava tocando dentro de casa.

### Carreira
Gass também começou a carreira atuando em uma idade nova. Seu primeiro show foi para a Coca-Cola. Após se graduar em Las Lomas High School, em 1978, passou a frequentar a UCLA. Na UCLA, Kyle encontrou o ator Tim Robbins, que o recrutou para a Actor's Gang. Kyle foi logo graduado da UCLA, em 1986. Em 1984, com dezesseis anos de idade, Jack Black foi um dos novos recrutas, no Actor's Gang, e foi por isso que os dois se encontraram. De acordo com Kyle, ele realmente não gostou de Jack a primeira vista. Com o passar do tempo se tornaram grandes amigos. Kyle ensinou Jack a tocar guitarra, em troca de que Black lhe ensinasse a atuar. Assim, formaram uma banda, chamada Tenacious D.
Em 2006 Contracenou com Jack Black, Ronnie James Dio, Meat Loaf, Amy Poehler, Dave Grohl e Ben Stiller no filme Tenacious D in: The Pick of Destiny.

## Discografia

### Tenacious D
- Tenacious D (2001)
- The Pick of Destiny (2006)
- Rize of Fenix (2012)

### Trainwreck
- Trainwreck Live (2004)
- Trainwreck - The EP (2006)
- The Wreckoning (2009)

### Filmografia
- The Cable Guy (1996)
- Cradle Will Rock (1999)
- Idle Hands (1999)
- Almost Famous (2000)
- Shallow Hal (2001)
- The New Guy (2001)
- Saving Silverman (2001)
- Evolution (2001)
- Elf (2003)
- Tenacious D in: The Pick of Destiny (2006)
- Wild Hogs (2007)
- Sex Drive (2008)
- Kung Fu Panda (2008)
- Year One (2009)